# Anthony Riches
Anthony Riches (Derby, 1961) é um escritor inglês de romances históricos militares, focando na História do Império Romano.

## Biografia
Anthony Riches começou seu interesse por guerra e soldados quando ouviu as histórias de seu pai sobre a Segunda Guerra Mundial, seu de pai e avô serviram nas duas guerras mundiais. Isso o levou a fazer uma licenciatura em Estudos Militares na Universidade de Manchester. Ele mora em Hertfordshire com sua esposa e três filhos.
Ele começou a escrever a história que daria origem à série Império depois de uma visita ao Forte Romano de Housesteads (wiki-en), em 1996.
Anthony Riches é presidente do Festival Literário Alderney, na ilha de Alderney no Canal da Mancha, e membro do comitê da Historical Writers Association (Associação dos Escritores Históricos).

## Obras

### Série Império
1. Wounds of Honour (2009) em Portugal: Feridas de Guerra (Saída de Emergência, 2019)
2. Arrows of Fury (2010) em Portugal: Flechas de Fúria (Saída de Emergência, 2020)
3. Fortress of Spears (2011) em Portugal: Fortaleza de Lanças (Saída de Emergência, 2020)
4. The Leopard Sword (2012) em Portugal: A Espada do Leopardo (Saída de Emergência, 2021)
5. The Wolf's Gold (2012) em Portugal: O Ouro do Lobo (Saída de Emergência, 2021)
6. The Eagle's Vengeance (2013)
7. The Emperor's Knives (2014)
8. Thunder of the Gods (2015)
9. Altar of Blood (2016)
10. The Scorpion's Strike (2019)
11. River of Gold (2020)
12. Vengeance (2021)

### Série Centurions
- Betrayal (2017)
- Onslaught (2017)
- Retribution (2018)
- Betrayal: The Raid (2017)
- Centurions: Codex Batavi (2018)

### Série Michael Bale
- Nemesis (2021)
- Target Zero (2022)